# Chosenia arbutifolia
Chosenia arbutifolia (basioniem: Salix arbutifolia Pall.) is een bedektzadige uit de wilgenfamilie (Salicaceae). Het is de enige soort binnen het monotypische geslacht Chosenia, maar wordt door sommige auteurs opgenomen in het nauw verwante geslacht Salix. De naam is ontleend aan de Joseondynastie die tot 1897 over Korea regeerde.

## Groeiwijze
Het is een door de wind bestoven (anemofilie) bladverliezende eenstammige wilgachtige boom van gemiddeld 20 tot 30 meter hoogte (maximaal 35 meter) met een zuilvormige kroon en een grijsbruine afbladderende schors. De doorgaans aan de voorzijde lancetvormige bladeren zijn 4 tot 8 centimeter lang en 1,5 tot 2,5 centimeter breed, zijn langs bijna de hele bladrand zeer fijn gekarteld en hebben een spitse top. De bloemen zijn verzameld in hangende katjes van 1 tot 5,5 centimeter lang. De plant is tweehuizig, waarbij de mannelijke en vrouwelijke bloemen zich op aparte bomen bevinden.
De plant is een snelgroeiende pioniersoort op zand- en kiezelrijke oevers van bergrivieren. Soms groeien ze ook in de alluviale afzettingen in riviervalleien. De soort komt voor in monobossen of in gemengde bossen met bijvoorbeeld populieren (zoals Populus suaveolens en de Koreaanse balsempopulier). Chozenia is fotofytisch (lichtminnend).

## Verspreiding
De plant komt van origine uit Noordoost-Azië en groeit in het noorden van Japan, het Koreaans Schiereiland, het noordoosten van China en binnen Rusland in Oost-Siberië (waar de westgrens voorbij het Baikalgebergte ligt in de Cisbaikal) en het Russische Verre Oosten (tot in Tsjoekotka, op Sachalin en Kamtsjatka).

## Gebruik
Het hout van de soort wordt gebruikt in de bouw.

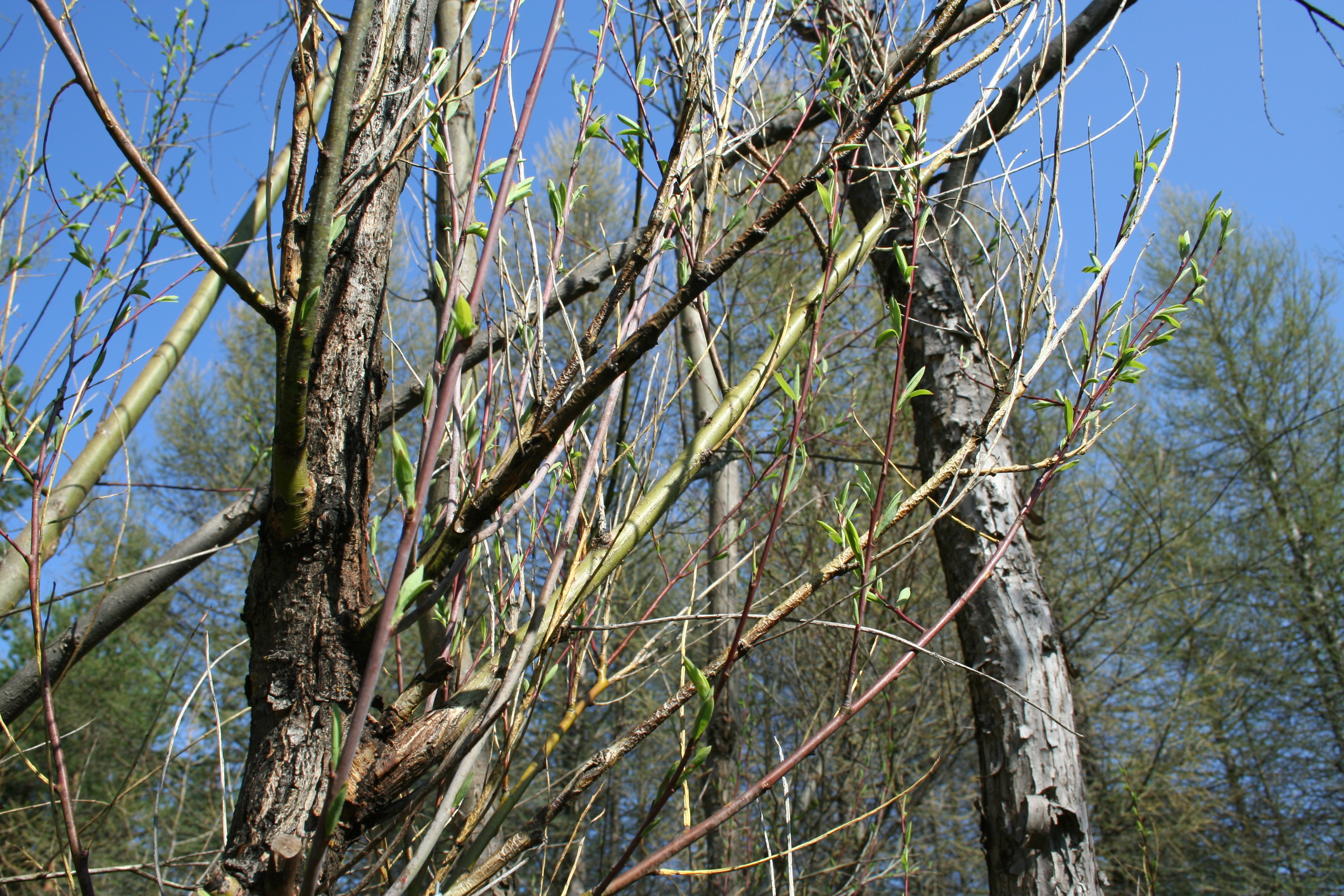
Stammen met twijgen
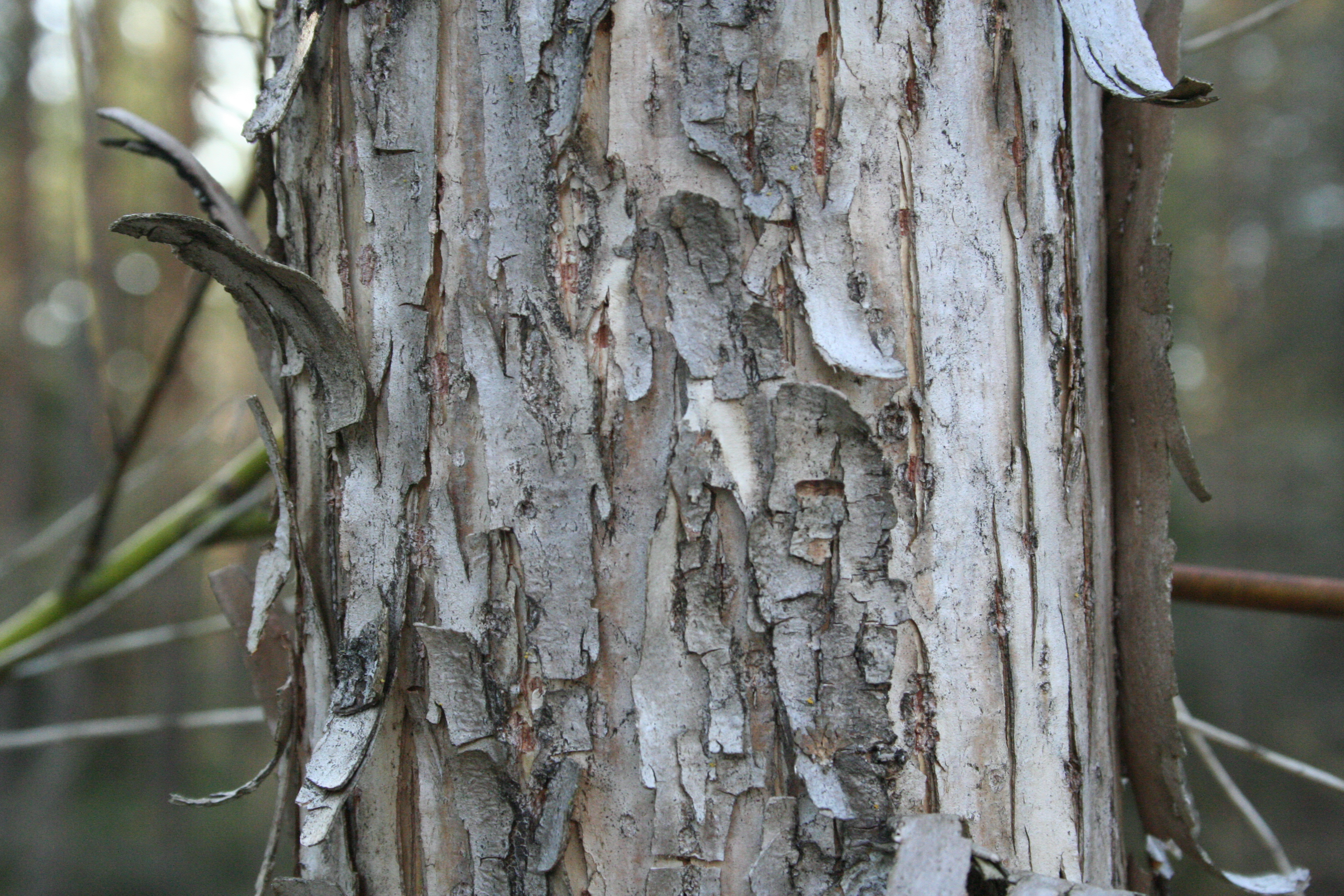
Schors